# Peganum harmala
Peganum harmala este o specie vegetală perenă, erbacee, ce aparține familiei Nitrariaceae, crescând de obicei în solurile saline din deșerturile temperate și din regiunile mediteraneene. Planta are proprietăți diuretice, vomitive și este un agent pentru facilitarea menstruației în cazurile de amenoree. Este considerată a avea efecte afrodisiace și psihotrope, probabil datorită efectelor de inhibare a monoamin-oxidazelor, dar nu avem suficiente cercetări în acest domeniu. Exemple de alcaloizi sunt: harmanul, harmina, harmalina și harmalolul.